# Gauripur
Gauripur är en ort i Indien.   Den ligger i distriktet Dhuburi och delstaten Assam, i den östra delen av landet, 1 300 km öster om huvudstaden New Delhi. Gauripur ligger 33 meter över havet och antalet invånare är 24 694.
Terrängen runt Gauripur är mycket platt. Runt Gauripur är det tätbefolkat, med 659 invånare per kvadratkilometer. Närmaste större samhälle är Dhuburi, 7,6 km söder om Gauripur. Trakten runt Gauripur består till största delen av jordbruksmark.